# Alianza Real
Alianza Real är en ort i Mexiko.   Den ligger i kommunen El Carmen och delstaten Nuevo León, i den centrala delen av landet, 700 km norr om huvudstaden Mexico City. Alianza Real ligger 545 meter över havet och antalet invånare är 4 022.
Terrängen runt Alianza Real är varierad. Runt Alianza Real är det mycket tätbefolkat, med 1 463 invånare per kvadratkilometer. Närmaste större samhälle är Ciudad General Escobedo, 9,2 km sydost om Alianza Real. I omgivningarna runt Alianza Real växer huvudsakligen savannskog.